# Stuhr
Stuhr község Németországban, Alsó-Szászországban, a Diepholzi járásban. Lakosainak száma 34 176 fő (2023. december 31.).

## Földrajza
Stuhr Weyhe és Syke községekkel határos.